# Penny Clark
Penny Joanna Clark (nacida como Penny Joanna Mountford, Birmingham, 7 de mayo de 1975) es una deportista británica que compitió en vela en las clases Laser Radial e Yngling.
Ganó dos medallas en el Campeonato Europeo de Laser Radial, plata en 1993 y bronce en 2006. Además, obtuvo una medalla de plata en el Campeonato Europeo de Yngling de 2004.

## Palmarés internacional
| Campeonato Europeo | Campeonato Europeo | Campeonato Europeo | Campeonato Europeo |
| Año                | Lugar              | Medalla            | Clase              |
| ------------------ | ------------------ | ------------------ | ------------------ |
| 1993               | Cagliari (Italia)  | Medalla de plata   | Laser Radial       |
| 2006               | Riccione (Italia)  | Medalla de bronce  | Laser Radial       |

| Campeonato Europeo | Campeonato Europeo      | Campeonato Europeo | Campeonato Europeo |
| Año                | Lugar                   | Medalla            | Clase              |
| ------------------ | ----------------------- | ------------------ | ------------------ |
| 2004               | Stavoren (Países Bajos) | Medalla de plata   | Yngling            |